# Теорема Таубера
Теорема Таубера — теорема о свойствах степенных рядов вблизи границы круга сходимости. Является простейшей обратной теоремой к теореме Абеля о сходимости степенных рядов. Доказана А. Таубером в 1897 году. Впоследствии была сформулирована и доказана при более общих условиях другими авторами (Теорема Абеля — Таубера).

## Формулировка
Если {\displaystyle a_{n}=o\left({\frac {1}{n}}\right)} при {\displaystyle n\to \infty }, и {\displaystyle \lim \limits _{x\to 1-0}\left(\sum _{n=0}^{\infty }a_{n}x^{n}\right)=s}, то ряд {\displaystyle \sum _{n=0}^{\infty }a_{n}} сходится, причём к сумме {\displaystyle s}.

## Пояснения
Здесь равенство {\displaystyle f(x)=o(\varphi (x))} означает, что {\displaystyle {\frac {f(x)}{\varphi (x)}}\rightarrow 0},
когда {\displaystyle x} стремится к заданному пределу (см. О-нотация).

## Доказательство
Достаточно доказать, что при {\displaystyle N=\left[{\frac {1}{(1-x)}}\right]} и {\displaystyle x\rightarrow 1-0} выполняется
{\displaystyle \sum _{n=0}^{\infty }a_{n}x^{n}-\sum _{n=0}^{N}a_{n}\rightarrow 0}.
то есть
{\displaystyle \sum _{n=N+1}^{\infty }a_{n}x^{n}-\sum _{n=0}^{N}a_{n}(1-x^{n})\rightarrow 0}.
Обозначим:
{\displaystyle S_{1}=\sum _{n=N+1}^{\infty }a_{n}x^{n}},
{\displaystyle S_{2}=\sum _{n=0}^{N}a_{n}(1-x^{n})}.
Очевидно:
{\displaystyle \left|S_{1}\right|=\left|\sum _{n=N+1}^{\infty }na_{n}{\frac {x^{n}}{n}}\right|<{\frac {\varepsilon }{N+1}}\sum _{n=N+1}^{\infty }x^{n}<{\frac {\varepsilon }{(N+1)(1-x)}}<\varepsilon }.
Вследствие того, что
{\displaystyle 1-x^{n}=(1-x)(1+x+...+x^{n-1})<n(1-x)}
вытекает:
{\displaystyle \left|S_{2}\right|<(1-x)\sum _{n=0}^{N}n\left|a_{n}\right|\leqslant {\frac {1}{N}}\sum _{n=0}^{N}n\left|a_{n}\right|}.
В силу леммы правая часть стремится к нулю, так что и {\displaystyle \left|S_{2}\right|<\varepsilon }, при достаточно больших {\displaystyle N},
получаем {\displaystyle \left|S_{1}-S_{2}\right|<2\varepsilon }. Доказательство теоремы завершено.

## Лемма
Если {\displaystyle b_{n}\rightarrow 0} при {\displaystyle n\rightarrow \infty }, то {\displaystyle {\frac {b_{0}+b_{1}+...+b_{n}}{n+1}}\rightarrow 0}.
Всегда можно найти такие числа {\displaystyle K}, {\displaystyle \epsilon }, {\displaystyle n_{0}}, что
{\displaystyle \left|b_{n}\right|<K} при всех {\displaystyle n} и {\displaystyle \left|b_{n}\right|<\epsilon } при {\displaystyle n>n_{0}}.
Возьмем {\displaystyle n>n_{0}} и {\displaystyle n>(n_{0}+1){\frac {K}{\epsilon }}}.
Имеем:
{\displaystyle \left|{\frac {b_{0}+b_{1}+...+b_{n}}{n+1}}\right|\leqslant \left|{\frac {b_{0}+b_{1}+...+b_{n_{0}}}{n+1}}\right|+\left|{\frac {b_{n_{0}+1}+b_{n_{0}+2}+...+b_{n}}{n+1}}\right|\leqslant {\frac {(n_{0}+1)K}{n+1}}+{\frac {(n-n_{0})\epsilon }{n+1}}<2\epsilon }.
Доказательство леммы завершено.